# Julian Wright
Julian Emil-Jamaal Wright (Chicago Heights, Illinois, 20 de mayo de 1987) es un jugador de baloncesto estadounidense que actualmente es agente libre. Mide 2,03 metros de altura, y juega de ala-pívot.

## Trayectoria deportiva

### Universidad
Jugó dos temporadas con los Jayhawks de la Universidad de Kansas, declarándose elegible para el draft de la NBA al término de la segunda. En total promedió 10,4 puntos, 6,3 rebotes y 2 asistencias por partido.

### Profesional

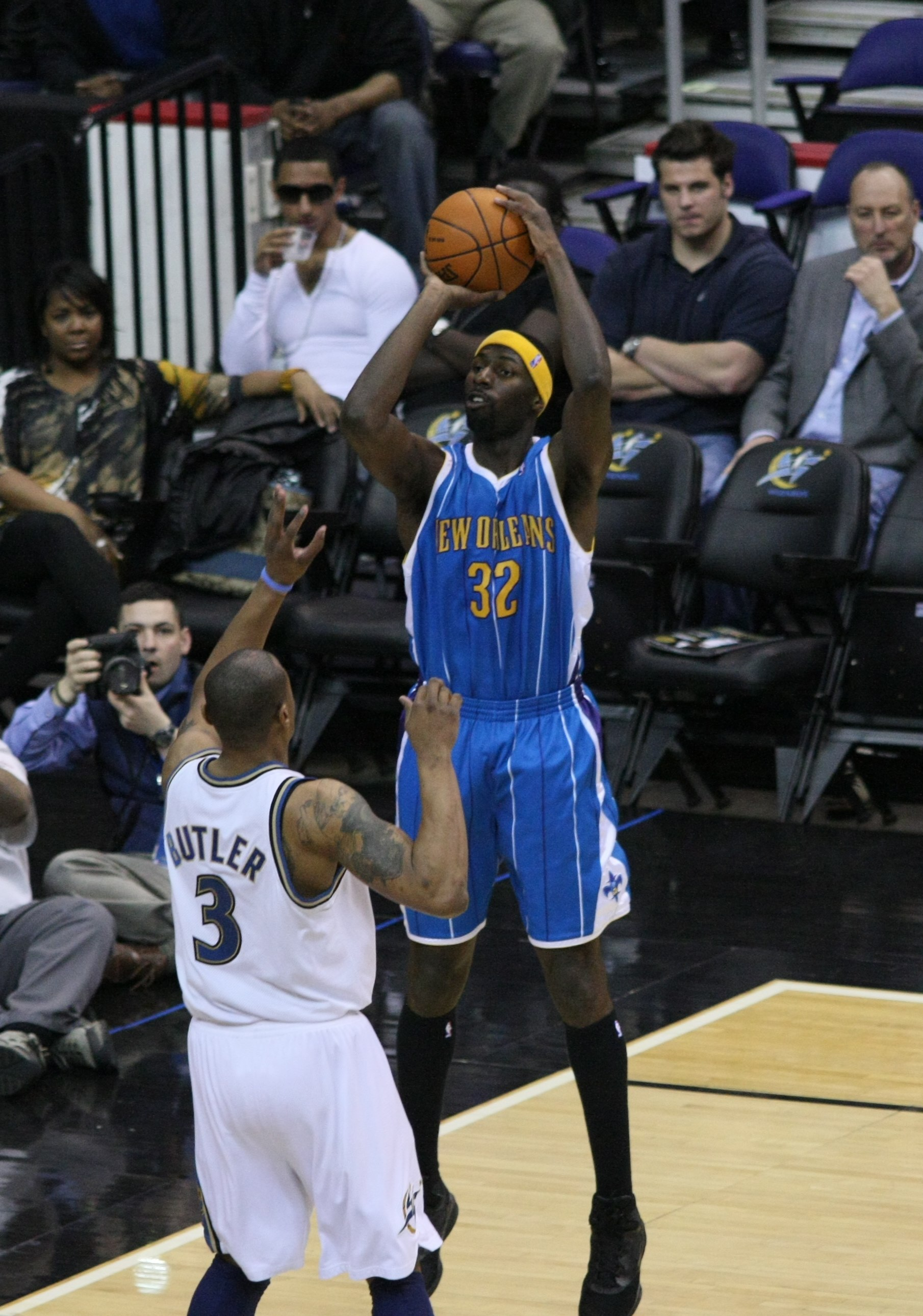
Julian Wright en 2009.

Fue elegido en el puesto 13 del draft de la NBA de 2007 por New Orleans Hornets, equipo con el que firmó en verano de 2007.
Tras tres temporadas en New Orleans, en agosto de 2010, fue traspasado a los Toronto Raptors a cambio de Marco Belinelli.
Después de un año en Toronto se encontró sin equipo de cara a la 2011-12, y firmó con los Austin Toros de la NBA D-League en febrero de 2012.
[actualizar]

## Estadísticas de su carrera en la NBA

### Temporada regular
| Año     | Equipo      | PJ  | PT | MPP  | %TC  | %3P  | %TL  | RPP | APP | ROB | TPP | PPP |
| ------- | ----------- | --- | -- | ---- | ---- | ---- | ---- | --- | --- | --- | --- | --- |
| 2007-08 | New Orleans | 57  | 1  | 11.2 | .533 | .417 | .635 | 2.1 | .7  | .5  | .2  | 3.9 |
| 2008-09 | New Orleans | 54  | 19 | 14.3 | .466 | .095 | .567 | 2.8 | .8  | .6  | .3  | 4.4 |
| 2009-10 | New Orleans | 68  | 14 | 12.8 | .500 | .333 | .610 | 2.1 | .6  | .4  | .3  | 3.8 |
| 2010-11 | Toronto     | 52  | 6  | 14.7 | .512 | .200 | .512 | 2.3 | 1.1 | .8  | .4  | 3.6 |
| Total   | Total       | 231 | 40 | 13.2 | .499 | .262 | .584 | 2.3 | .8  | .6  | .3  | 3.9 |

#### Playoffs
| Año   | Equipo      | PJ | PT | MPP  | %TC  | %3P  | %TL  | RPP | APP | ROB | TPP | PPP |
| ----- | ----------- | -- | -- | ---- | ---- | ---- | ---- | --- | --- | --- | --- | --- |
| 2008  | New Orleans | 11 | 0  | 11.9 | .455 | .222 | .833 | 1.6 | .5  | .9  | .1  | 4.3 |
| 2009  | New Orleans | 4  | 0  | 8.0  | .429 | .000 | .500 | 1.5 | .5  | .0  | .2  | 2.0 |
| Total | Total       | 15 | 0  | 10.9 | .451 | .222 | .700 | 1.6 | .5  | .7  | .1  | 3.7 |